# Годой-Крус (департамент)
Департамент Годой-Крус  (исп. Departamento de Godoy Cruz) — департамент в Аргентине в составе провинции Мендоса.
Территория — 75 км². Население — 191903 человек. Плотность населения — 2558,70 чел./км².
Административный центр — Годой-Крус.

## География
Департамент расположен в центральной части провинции Мендоса.
Департамент граничит:
- на севере — с департаментом Мендоса
- на востоке — с департаментами Гуаймальен, Майпу
- на юге — с департаментом Лухан-де-Куйо
- на западе и юге — с департаментом Лас-Эрас

## Административное деление

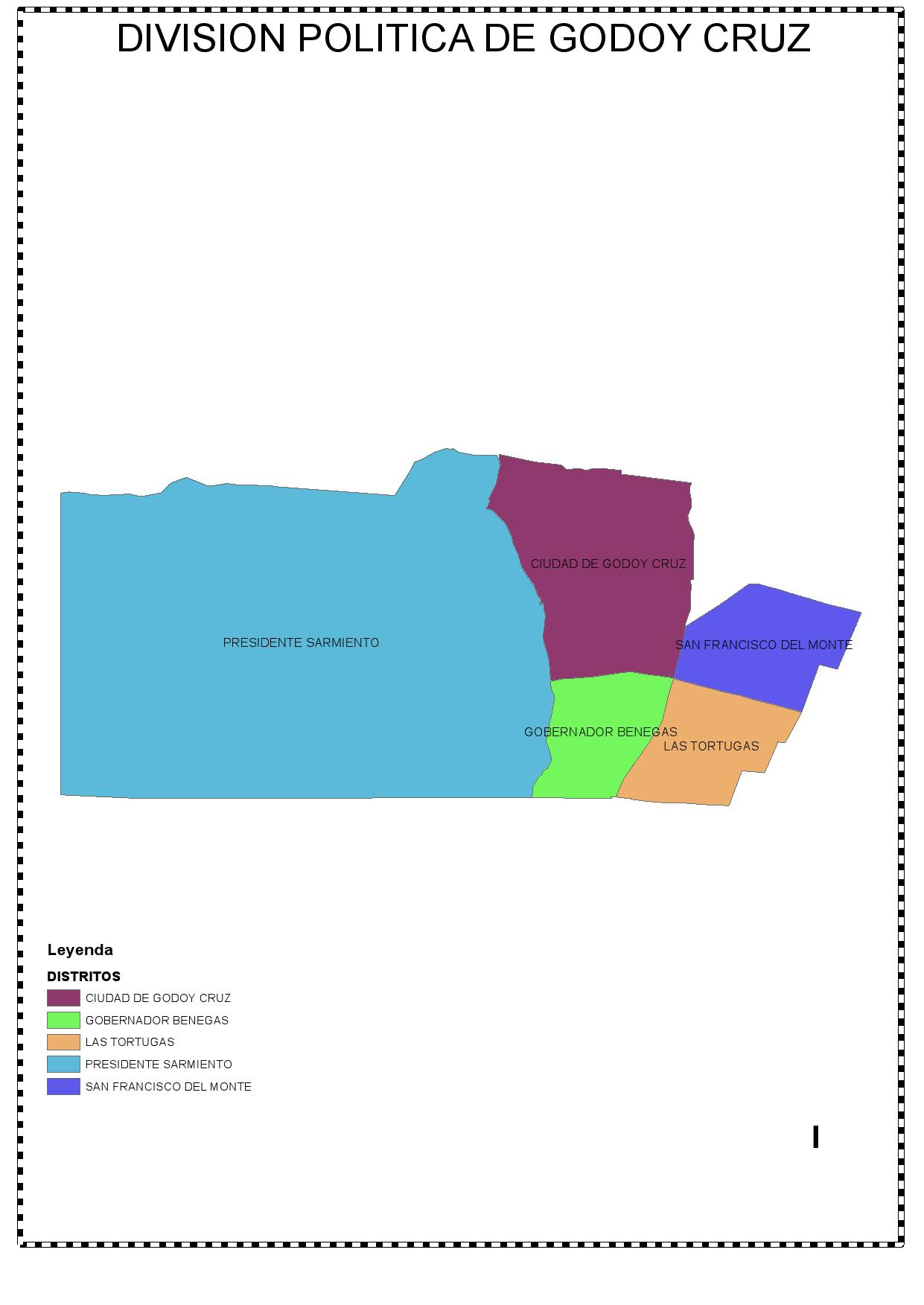

Департамент состоит из 5 дистриктов:
- Годой-Крус
- Гобернадор-Бенегас
- Лас-Тортугас
- Пресиденте-Сармьенто
- Сан-Франсиско-дель-Монте

## Важнейшие населенные пункты[2]
| № | Населённый пункт | Населённый пункт (исп.) | Категория   | Население чел. (2010) | На карте                        |
| - | ---------------- | ----------------------- | ----------- | --------------------- | ------------------------------- |
| 1 | Годой-Крус       |                         | агломерация | 191299                | 32°53′01″ ю. ш. 68°50′38″ з. д. |

#### Агломерация Годой-Крус
- входит в агломерацию Гран Мендоса.

| № | Населённый пункт         | Населённый пункт (исп.) | Категория | Население чел. (2010) | На карте                        |
| - | ------------------------ | ----------------------- | --------- | --------------------- | ------------------------------- |
| 1 | Годой-Крус               |                         | город     | —                     | 32°55′30″ ю. ш. 68°50′34″ з. д. |
| 2 | Гобернадор-Бенегас       | Gobernador Benegas      | город     | —                     | 32°57′05″ ю. ш. 68°51′42″ з. д. |
| 3 | Лас-Тортугас             | Las Tortugas            | город     | —                     | 32°56′55″ ю. ш. 68°50′00″ з. д. |
| 4 | Пресиденте-Сармьенто     | Presidente Sarmiento    | город     | —                     | 32°56′01″ ю. ш. 68°52′30″ з. д. |
| 5 | Сан-Франсиско-дель-Монте | San Francisco del Monte | город     | —                     | 32°55′33″ ю. ш. 68°48′55″ з. д. |